# Kandidatura Prahy na pořádání letních olympijských her
Kandidatura Prahy na pořádání letních olympijských her byla ohlášena celkem třikrát: Pro letní olympijské hry roku 1924, roku 1980 a roku 2016.
Kandidatura na LOH 1980 byla oznámena po velkých úspěších Věry Čáslavské na LOH 1968. Ovšem po přihlášení Moskvy (která následně vyhrála pořádání LOH 1980), Praha přihlášku stáhla.
Kandidatura na LOH 2016 byla oznámena roku 2003 k příležitosti zasedání Mezinárodního olympijského výboru právě v Praze. Myšlenku pořádat olympiádu v metropoli ČR prosazoval bývalý pražský primátor Pavel Bém (ODS). Kandidatura měla sloužit jako rozjezd pro budoucí olympijské kampaně. Po počátečním nadšení se kandidatura začala potýkat s problémy a město uvažovalo o zrušení nabídky. Přesto 14. ledna 2008 město pokračovalo s kandidaturou a stalo se kandidátským městem. Pokud by byla Praha vybrána, hry by se uskutečnily mezi 29. červencem až 14. srpnem 2016, následné paralympijské hry by se konaly mezi 1. a 13. zářím 2016. 
Původně plánovaná kandidatura na rok 2020 byla zrušena.

## Kandidatura na LOH 2016

### Důvody kandidatury na pořádání
Česká republika má silné sportovní dědictví, které oslovuje MOV, zúčastnila se všech her s výjimkou her v Athénách 1896 a her v Los Angeles 1984. Češi byli zvláště zdatní v gymnastice a v případě zimních sportů v ledním hokeji. Navíc se tou dobou stal Roman Šebrle mistrem světa v desetiboji , který je podle tradice držitelem titulu "nejlepší sportovec světa" a který byl označen za potenciální tvář her.
Praha je známá jako jedno z nejkrásnějších měst v Evropě a jako oblíbená turistická destinace si drží mnoho kulturních aspektů, které MOV oslovují. V nabídkové knize se uvádí, že do roku 2016 je plánováno přibližně 38 000 hotelových pokojů, toto množství však nesplňuje očekávání MOV a je daleko za konkurenčními nabídkami.

### Přípravy na pořádání
Již začátkem roku 2001 podepsal Pražský magistrát dohodu s Českým olympijským výborem o vytvoření podmínek k pořádání her v horizontu šestnácti až dvaceti let, hlasitěji se ovšem o plánu začalo mluvit až během zasedání MOV v Praze o dva roky později. Projekt Praha olympijská (v čele s Tomášem Peterou) počítal s kandidaturou již v roce 2016 a v České republice pořádání značně medializoval.
Jednalo se o třetí pokus Prahy a České republiky o pořádání olympijských her. Předtím Praha podala nabídku na letní olympijské hry 1924, kterou vyhrála Paříž, a plánovala kandidaturu na letní olympijské hry 1980, ale invaze vojsk Varšavské smlouvy a normalizace tyto plány ukončily; olympijské hry hostila Moskva. Mezi užitečné zkušenosti z poslední doby patří nedávné pořádání mistrovství světa v ledním hokeji mužů v roce 2004.
V listopadu 2004 byla zveřejněna první ekonomická studie her – firma PricewaterhouseCoopers (PWC) odhadla výnos her na 25 miliard korun oproti 130 miliardám vynaložených nákladů. Na konci roku se plánované náklady snížily na 88 miliard, pokles způsobilo ovšem přesunutí části výdajů pod hlavičku tzv. nezbytných investic do infrastruktury, které měly dosáhnout 600 miliard korun.
V červenci 2005 byla ustavena olympijská komise v čele s Pavlem Bémem, místopředsedy se stali jeho náměstek Petr Hulínský a tehdejší předseda ČOV Milan Jirásek a po dalších studiích odsouhlasilo zastupitelstvo v březnu 2007 podání přihlášky většinou padesáti ze sedmdesáti hlasů, přičemž příznivci návrhu z většiny patřili do klubu ODS. Primátor Bém s předsedou ČOV Jiráskem tak mohli slavnostně podepsat uchazečský dopis o pořádání LOH v roce 2016. Za kandidaturu byl také uhrazen nevratný poplatek ve výši 150 000 USD. K uchazečskému dotazníku odmítla tehdejší Topolánkova vláda přislíbit finanční garance.

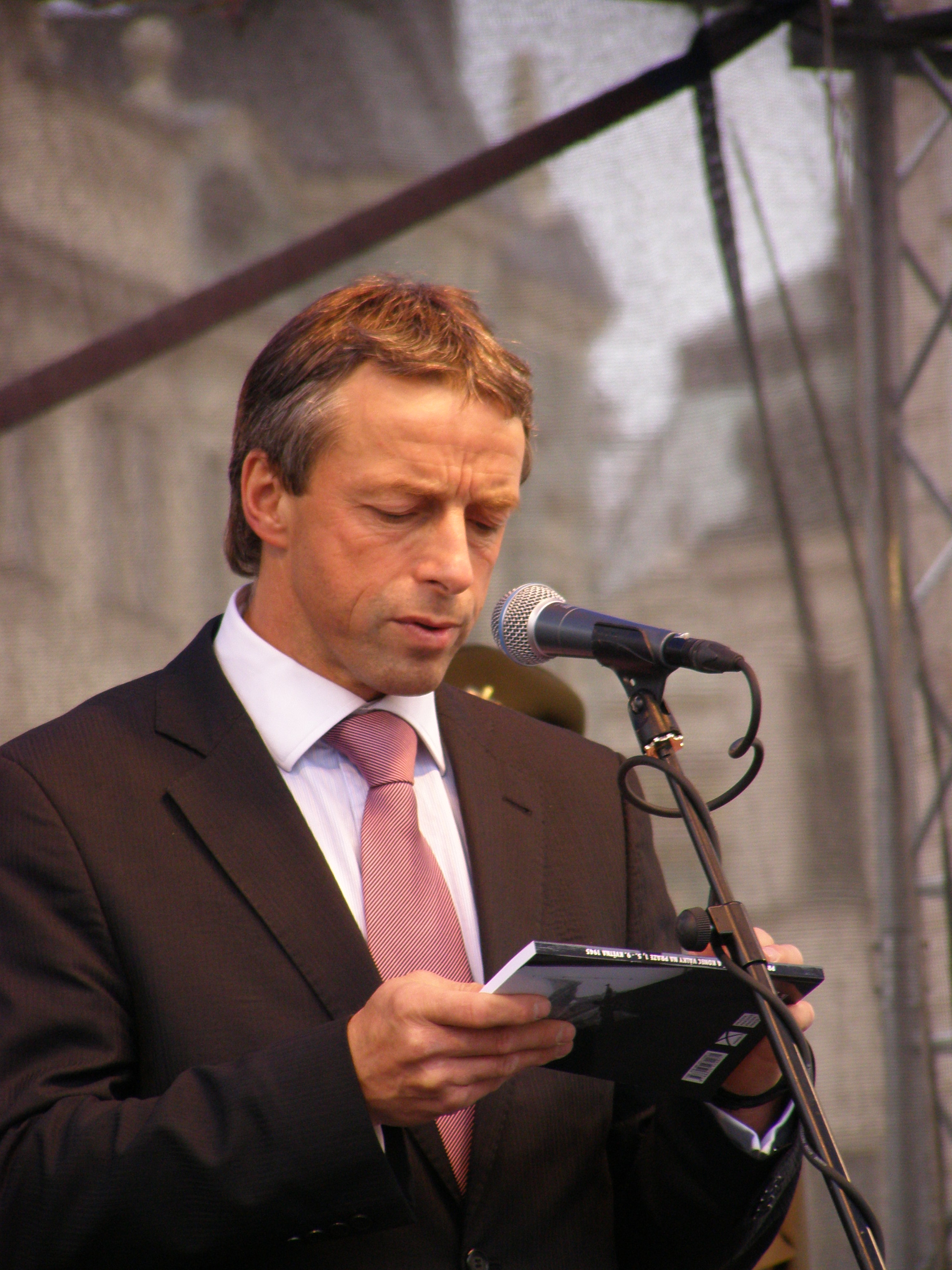
Pavel Bém

V roce 2008 byl ovšem seznam kandidátů na pořádání her na základě vyhodnocení dotazníků zúžen a Praha se kandidátským městem nestala. Dalšího roku rozhodla městská rada, že se Praha o pořádání letních olympijských her v roce 2020 ucházet již nebude. K nesouhlasnému verdiktu přispěla přicházející ekonomická recese.
Pořadatelství olympijských her v roce 2016 bylo nakonec přiděleno Riu de Janeiru.

### Financování
Praha vyčlenila pro olympijské hnutí 45 milionů korun na studie, reklamu a průzkumy veřejného mínění. Rozpočet nabídky ve výši 22 milionů korun vyčleněný na přihlášku a fázi kandidatury byl zhruba o polovinu nižší než v případě ostatních kandidátů
Příprava her se celkově vyšplhala na 70 milionů korun. V jejím rámci bylo provedeno několik studií, společnost Praha Olympijská v čele s podnikatelem Tomášem Peterou rozjela masivní kampaň na podporu kandidatury, ale také utratila nemalý finanční obnos za svůj provoz. Podle zastupitelů v opozici, např. Jiřího Witzanyho (SNK-ED), stál projekt více než 100 milionů korun, pražská radnice totiž do nákladů nepočítala mnohé posudky, které s olympiádou také souvisely, ačkoli je nenechala vypracovat společnost Praha olympijská.

### Sportoviště
Společnost PWC navrhla městu tzv. severní variantu, jež počítala s pořádáním her v již vybudovaných sportovištích v Letňanech a Maninách. Východní alternativa si žádala vybudovat olympijské centrum ve Štěrboholech s následným využitím areálu na Strahově.

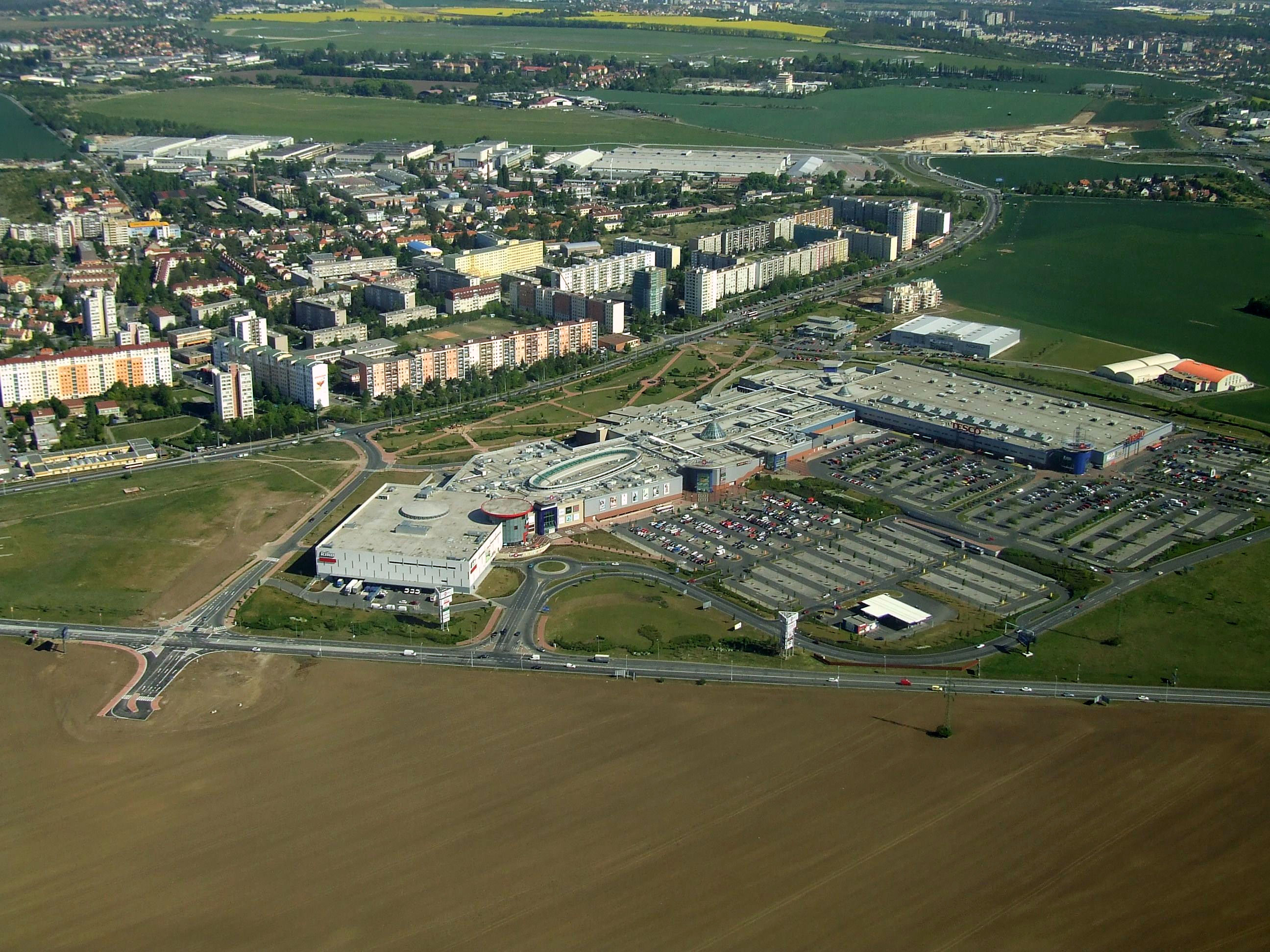
Praha-Letňany

#### Sportoviště severní varianty
| Letňany          | atletika, badminton, box, ceremoniál, fotbal (finále), házená, judo, IBC (mezinárodní vysílací centrum), MPC (hlavní tiskové centrum), pozemní hokej, stolní tenis, taekwondo, volejbal, vzpírání, zápas |        |        |
| Troja            | kanoistika (vodní slalom) |        |        |
| Holešovice       | basketbal (základní část), šerm |        |        |
| Letná            | fotbal, plážový volejbal |        |        |
| Bubny            | olympijská vesnice |        |        |
| Štvanice         | tenis |        |        |
| Libeň            | gymnastika, basketbal (finále) |        |        |
| Maniny           | plavecké centrum, lukostřelba |        |        |
| Strahov          | cyklistika (dráha, horská kola), softball, baseball |        |        |
| centrum města    | cyklistika (silnice), maratón, triatlon |        |        |
| Město            | Sport |        |        |
| Ostrava          | fotbal | fotbal | fotbal |
| Lipno            | jachting |        |        |
| Račice           | kanoistika, veslování |        |        |
| Středočeský kraj | jezdectví, moderní pětiboj, střelba |        |        |

### Výhody a nevýhody pořadatelství
Přestože by pořadatelství bylo pro město ztrátové, hry by přinesly zakázky pro mnoho místních podnikatelů a také mnoho pracovních míst.[zdroj?] Nicméně si konání her v hlavním městě ČR nepřály podle průzkumu veřejného mínění z roku 2007 dvě třetiny obyvatel.